# Hiroyoshi Kamata
Hiroyoshi Kamata (jap. 鎌田 啓義, Kamata Hiroyoshi; * 4. April 1997 in der Präfektur Kanagawa) ist ein japanischer Fußballspieler.

## Karriere
Hiroyoshi Kamata erlernte das Fußballspielen in der Schulmannschaft der Suwon SSC sowie in den Jugendmannschaften vom FC Agano und Albirex Niigata in Japan. Seinen ersten Vertrag unterschrieb er 2016 bei Albirex Niigata (Singapur). Der Verein ist ein Ableger des japanischen Vereins Albirex Niigata und spielt in der höchsten singapurischen Fußballliga, der Singapore Premier League. 2016, 2017, 2018 und 2020 wurde er mit dem Klub singapurischer Fußballmeister. Den Singapore League Cup gewann er mit Albirex 2016 und 2017. Dreimal (2016, 2017, 2018) gewann er den Singapore Community Shield. Ebenfalls dreimal (2016, 2017, 2018) ging er als Sieger des Singapore Cup vom Platz. Nach über 100 Spielen für Albirex wechselte er im Februar 2021 zum japanischen Fünftligisten Fukui United FC. Der Verein aus Fukui spielte in der Hokushin’etsu Football League.

## Erfolge
Albirex Niigata (Singapur)
- S. League / Singapore Premier League:  2016, 2017, 2018, 2020
- Singapore League Cup: 2016, 2017
- Singapore Community Shield: 2016, 2017, 2018
- Singapore Cup: 2016, 2017, 2018